# Jan Dočekal
Jan Dočekal (* 12. července 1943, Třebíč) je český výtvarník, historik umění a kulturní publicista. Tvořil surrealistické koláže, ve druhé polovině 90. let 20. století experimentoval s vrstvenou koláží a s koláží na deskách knih. Od roku 2004 tvoří kresby a malby na pomezí expresionismu a abstrakce. Je členem skupiny Stir Up.

## Život
Mezi lety 1964 a 1966 studoval střední školu pro pracující, v letech 1966–1969 studoval střední průmyslovou školu strojnickou a v letech 1977 až 1982 studoval dějiny umění a estetiku. V době studia na průmyslové škole bral soukromé lekce z dějin umění a výtvarné teorie u malíře Vladimíra Lavického.
Od roku 1960 pracoval jako dělník ve strojírenství, od roku 1966 pak pracoval jako technolog strojírenské výroby, posléze v roce 1991 přešel na pozici vedoucího oddělení propagace ve strojírenském podniku, tam pracoval do roku 1995. Po roce 1995 do roku 1997 pracoval jako obchodní ředitel v polygrafické firmě a po roce 1997 se věnoval svobodnému povolání. Mezi lety 1999 a 2004 pak také učil výtvarnou výchovu v základní škole.
V roce 1992 navrhl plastiku ze svařované oceli s názvem Strojírenství, ta byla v témže roce realizována a stojí v areálu Střední průmyslové školy v Třebíče.
Připravil přes sto výstav výtvarné tvorby a fotografií českých a moravských autorů. Nejvýznamnější byly – výstava grafiky „Třiadvacet žáků Karla Svolinského“ (1989 – Znojmo – Jihomoravské muzeum, Dačice – Městské muzeum a galerie, Velké Meziříčí – Jednotný klub pracujících, Třebíč – galerie Malovaný dům), Vladimír Lavický – výběr z tvorby (1998 – Třebíč – Galerie Malovaný dům), Šest výtvarníků z Vysočiny (1998 – Dačice – Městské muzeum a galerie), Růžena Magniová – obrazy, Rostislav Magni – sochy (1998 – Dačice – Městské muzeum a galerie), Dvanáct výtvarníků z Vysočiny (2001 – Třebíč – Galerie Malovaný dům. V roce 2000 byl hlavním komisařem sochařského sympozia 1. národní bienále Mladá tvorba Žďár nad Sázavou. Od 4. dubna do 27. května 2018 proběhla výstava k pětasedmdesátinám Jana Dočekala, konala se v Galerii Ladislav Nováka. Byly vystaveny primárně díla z let 2016 a 2017.

## Publikační činnost
Autor úvodních textů v katalozích výtvarných výstav, novinových a časopiseckých recenzí a článků o výtvarném umění (Výtvarná práce, Výtvarná kultura, Ateliér, Moravské noviny Rovnost, Brněnský a Jihomoravský den, Literární noviny, Rovnost-Vysočina, Mladá fronta DNES, Harmonie, Hudební rozhledy, Vysočina, Jihlavské listy, internetové Kulturní noviny ad.).
Autor publikací „O grafice a grafických technikách“ (Okresní kulturní středisko Třebíč, 1985), „Jaroslav Vyskočil“ (profil malíře, V.E.G., Třebíč, 1996), „O grafice“ (Městské muzeum a galerie Dačice, 2001) a „Grafika Maxe Švabinského“ (Městské muzeum a galerie Dačice, 2001). Spoluautor Slovníku českých a slovenských výtvarných umělců (Výtvarné centrem Chagall, Ostrava, 1998 – 2010). Autor profilových publikací Klub výtvarných umělců Horácka (1999) a Klub výtvarných umělců Horácka v roce 2000, knížky glos Všední věci / Za prahem umění, sborníku Recenze –Texty – Rozhovory (Amaprint-Kerndl Třebíč, 2005), podíl na textu monografie Zdeněk Macháček (Akademické nakladatelství Cerm a nakladatelství a vydavatelství Nauma, Brno, 2005). Je internetovým blogerem s uměleckou tematikou článků. Editor autobiografie malíře a grafika Vlastimila Tomana Životní cesta (Amaprint-Kerndl Třebíč, 2015). Autor monografie Josef Kremláček (Amaprint-Kerndl Třebíč 2020)

## Účast na výstavách v zahraničí
- 2001 – Le Miroir Embrumé – Hommage aux surrealistes Tcheques, Brusel (Belgie), Galerie Fayla
- 2004 – Současné umění v České republice, Burg Alzenau (Spolková republika Německo)
- 2005 – Les confluents ininterrompus (Vědomí a nevědomí), Brusel (Belgie), Galerie Allience
- 2008 – O Reverso do Olhar (mezinárodní výstava současného surrealismu), Coimbra (Portugalsko), Casa Municipal da Cultura
- 2009 – Umbral Secreto (mezinárodní výstava současného surrealismu), Santiago de Chile (Chile), Museo de la Solidaridad Salvador Allende Arte Contemporaned
- 2016 – Las llaves del deseo (mezinárodní výstava  současného surrealismu), Kartágo (Kostarika), Municipální muzeum Kartágo
- 2017 – výstava k 90. narozeninám Ludwiga Zellera, Santiago de Chile (Chile)[3]